# Blankaskáli
Blankaskáli (duń. Blankeskaale, inna pisownia: Blankskáli, IPA: blaŋkˌskɔalɪ) – opuszczona miejscowość na Wyspach Owczych, terytorium zależnym, stanowiącym archipelag wysp wulkanicznych położonych na Morzu Norweskim. Znajduje się ona na wyspie Kalsoy w gminie Húsar. Pozostaje niezamieszkana od pierwszej połowy XIX wieku.

## Położenie
Miejscowość leży na południowym wybrzeżu wyspy Kalsoy, stanowiącej część Norðoyar (Wysp Północnych). Znajduje się ona nad wodami cieśniny-fiordu Leirvíksfjørður, oddzielającego Kalsoy od Eysturoy. Przez jej teren przebiega strumień o nazwie Tvátta. Na północ i na północny wschód od miejscowości znajduje się pasmo górskie, którego szczytami są: Botnstindur (744 m n.p.m.), Gríslatindur (700 m n.p.m.) oraz Slættafjall (500 m n.p.m.).

## Historia
Uważa się, że miejscowość ta była pierwszą osadą na wyspie Kalsoy z uwagi na południową ekspozycję stoków, która pozwalała na wydajną uprawę zbóż. Ponoć z mieszkańcami Blankaskáli miał utrzymywać kontakt Tróndur í Gøtu, wiking z Sagi o Wyspach Owczych. Najstarszym dowodem zawartym w oficjalnych dokumentach na istnienie miejscowości jest jednak spis Jarðarbókin z 1584 roku. Znajdowały się tam wówczas cztery gospodarstwa: Suður í Stovu (Kongsstovan), Miðstovan, Uttari í Húsi oraz Lykkershús. W miejscowości istniał najpewniej dom modlitwy pochodzący jeszcze z czasów katolickich.
W 1801 roku w Blankaskáli zamieszkiwało 29 osób. W roku 1809 na miejscowość zeszła lawina, która choć nie spowodowała wielu zniszczeń, skłoniła pozostałą część populacji do opuszczenia wsi. W latach 1810–1816 założyli oni po drugiej stronie wyspy inną miejscowość zwaną Syðradalur. Blankaskáli pozostaje od tamtej pory opuszczona. Do dziś z leżącego na drugim brzegu Leirvík można obserwować ruiny dawnych zabudowań farmerskich.